# Basket-ball aux Jeux des îles de l'océan Indien 2019
Navigation
Édition précédente Édition suivante
Le basket-ball est l'une des quatorze disciplines sportives au programme des Jeux des îles de l'océan Indien 2019, la dixième édition des Jeux des îles de l'océan Indien, qui se déroule à Maurice du 20 au 27 juillet 2019. Les épreuves se disputent au Gymnase de Phoenix à Vacoas-Phœnix.

## Médaillés
| Épreuves         | Or         | Argent     | Bronze     |
| ---------------- | ---------- | ---------- | ---------- |
| Tournoi masculin | Madagascar | Mayotte    | La Réunion |
| Tournoi féminin  | Madagascar | La Réunion | Maurice    |